# Thiou
Pour les articles homonymes, voir Thiou (homonymie).
Le Thiou est une petite rivière française de 3,5 km de long située en Haute-Savoie. Elle est le déversoir naturel du lac d'Annecy dans le Fier.

## Le long du Thiou
La rivière est l'axe principal de la ville d'Annecy. Elle récupère les eaux du lac par deux bras principaux :
- Le « Port », cours naturel et espace lacustre entre les Jardins de l'Europe et les Marquisats, ses flots filent droit dans la vieille ville, lui donnant son cachet typique. Par le « Port » la navigation entre au cœur de la ville. Aujourd'hui y sont amarrés des bateaux proposant aux touristes des balades tout autour du lac, mais autrefois il accueillait les barques à voile triangulaire qui permettaient de ravitailler la ville et de transporter les gens le long des rives.
- Le « canal du Vassé » qui serpente, avec ses nombreuses circonvolutions, en partie en souterrain et en partie à ciel ouvert dans la vieille ville, avant de rejoindre le bras principal du Thiou après le quai de l'Évêché. Historiquement le canal du Vassé a été creusé pour alimenter en eau les fossés des remparts, miraculeusement conservés car ils alimentaient en eau et en énergie les nombreux ateliers disséminés dans la ville. À l'entrée du canal a été édifié le célèbre pont des Amours.

Autrefois, sur le quai sud du petit port s'étendait la vaste place aux grains, sur laquelle se tenait un grand marché et la chocolaterie. Cette place accueille aujourd'hui un petit jardin, un grand parking ombragé, l'immeuble du commissariat de Police, une pelouse courant le long du quai, un deuxième grand parking et la piscine des Marquisats. Entre le petit port et le canal de Vassé, à l'emplacement de l'actuel Jardin de l'Europe, s'étendait autrefois un vaste jardin maraîcher qui appartient aux religieuses.
Juste après le « port », on peut admirer le palais de l'Isle appelé aussi « vieilles prisons ». Ce monument emblématique d'Annecy, en calcaire et molasse, est originellement une maison forte du XIIe siècle. Grâce au Thiou, Annecy est surnommée « la Venise des Alpes ».
Une promenade agréable, fleurie et ombragée, est aménagée le long du Thiou qui permet d'aller du lac jusqu'au-delà du centre de Cran-Gevrier. Une fois ses deux bras réunis, au niveau de l'évêché, le Thiou traverse le reste de la ville, suit sur quelques centaines de mètres une petite vallée boisée avant de rejoindre et de traverser la commune de Cran-Gevrier à la sortie de laquelle il se jette dans le Fier, à 1,5 km de la sortie d'Annecy, lui apportant un volume d'eau de 8 m3/s en moyenne (4 m3/s en étiage et jusqu'à 40 m3/s en crue). Malheureusement, les forges ne permettent pas jusqu'à récemment d'aller jusqu'au confluent. Depuis 2010, une nouvelle passerelle (16 m x 2,5 m), située près du boulodrome de Cran-Gevrier, rejoint les deux rives et permet le passage des piétons et des cyclistes.

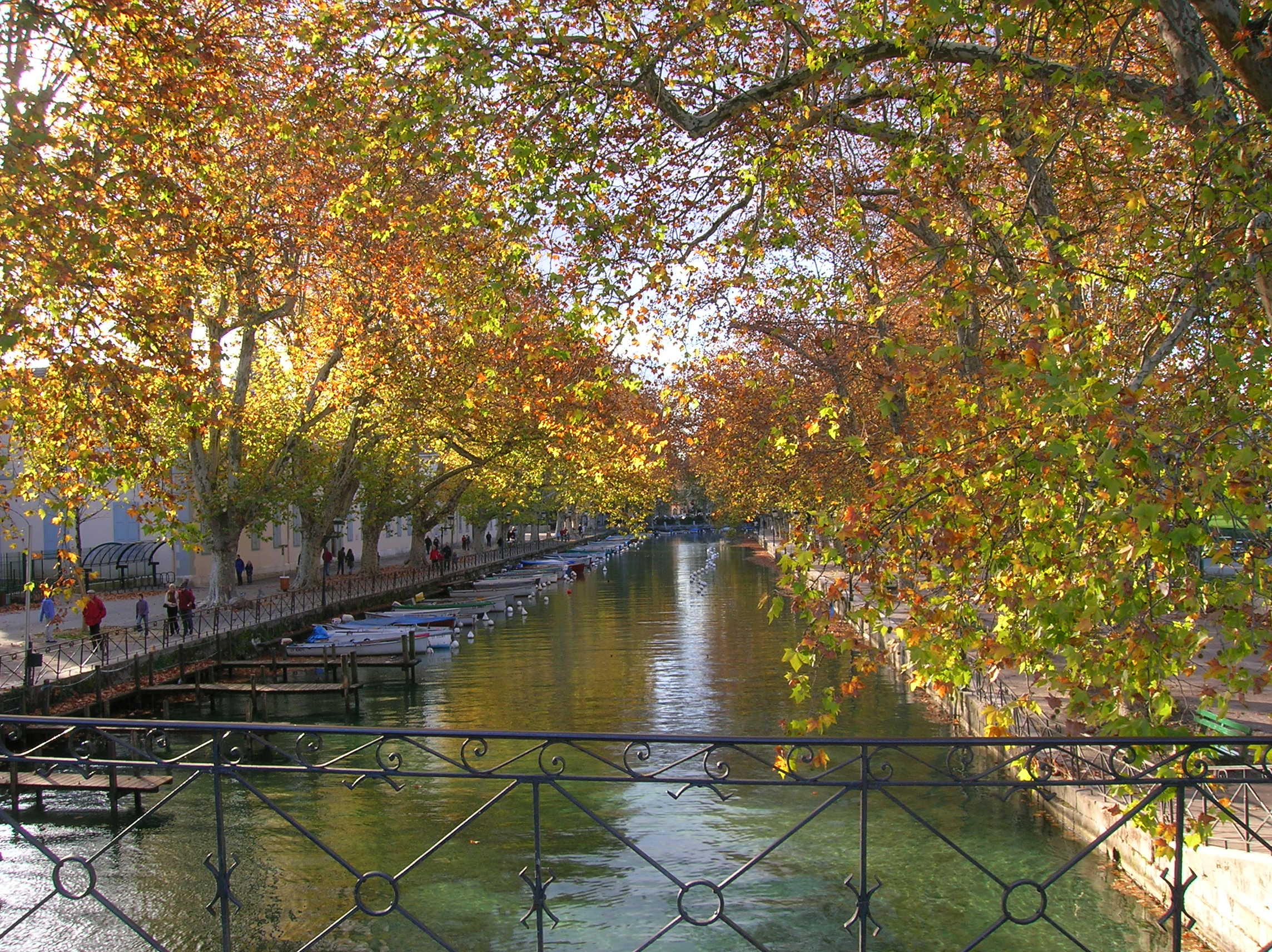
Canal du Vassé vu depuis le pont des Amours.
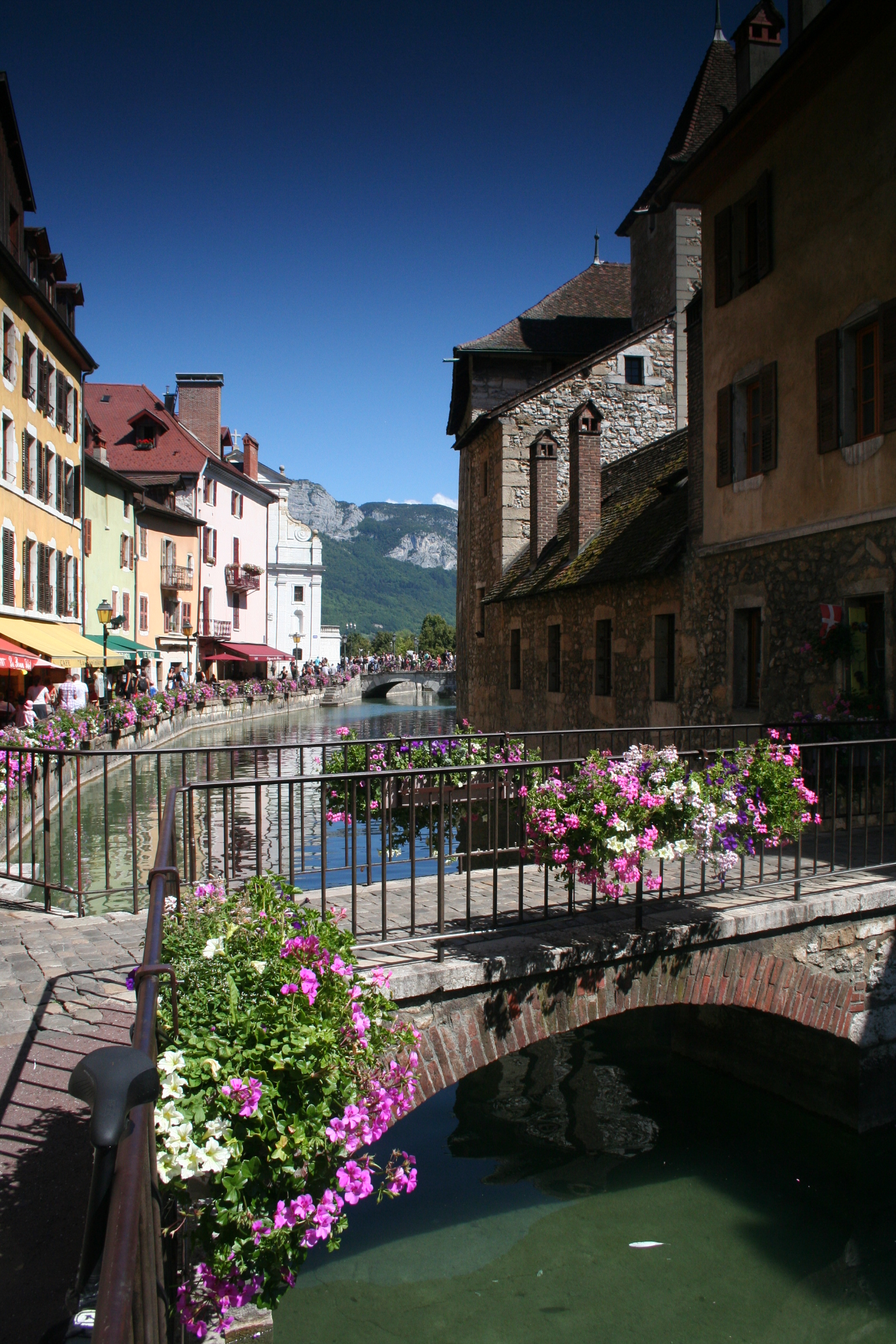
Pont sur le Thiou dans le vieil Annecy.
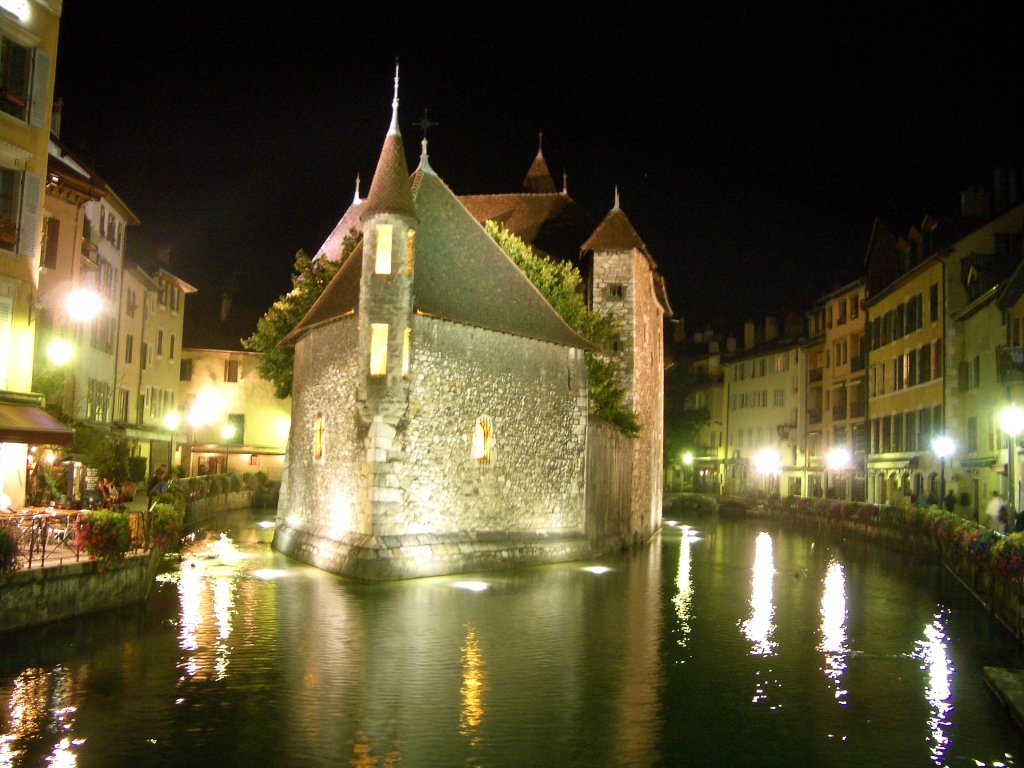
Les vieilles prisons (palais de l'Isle).
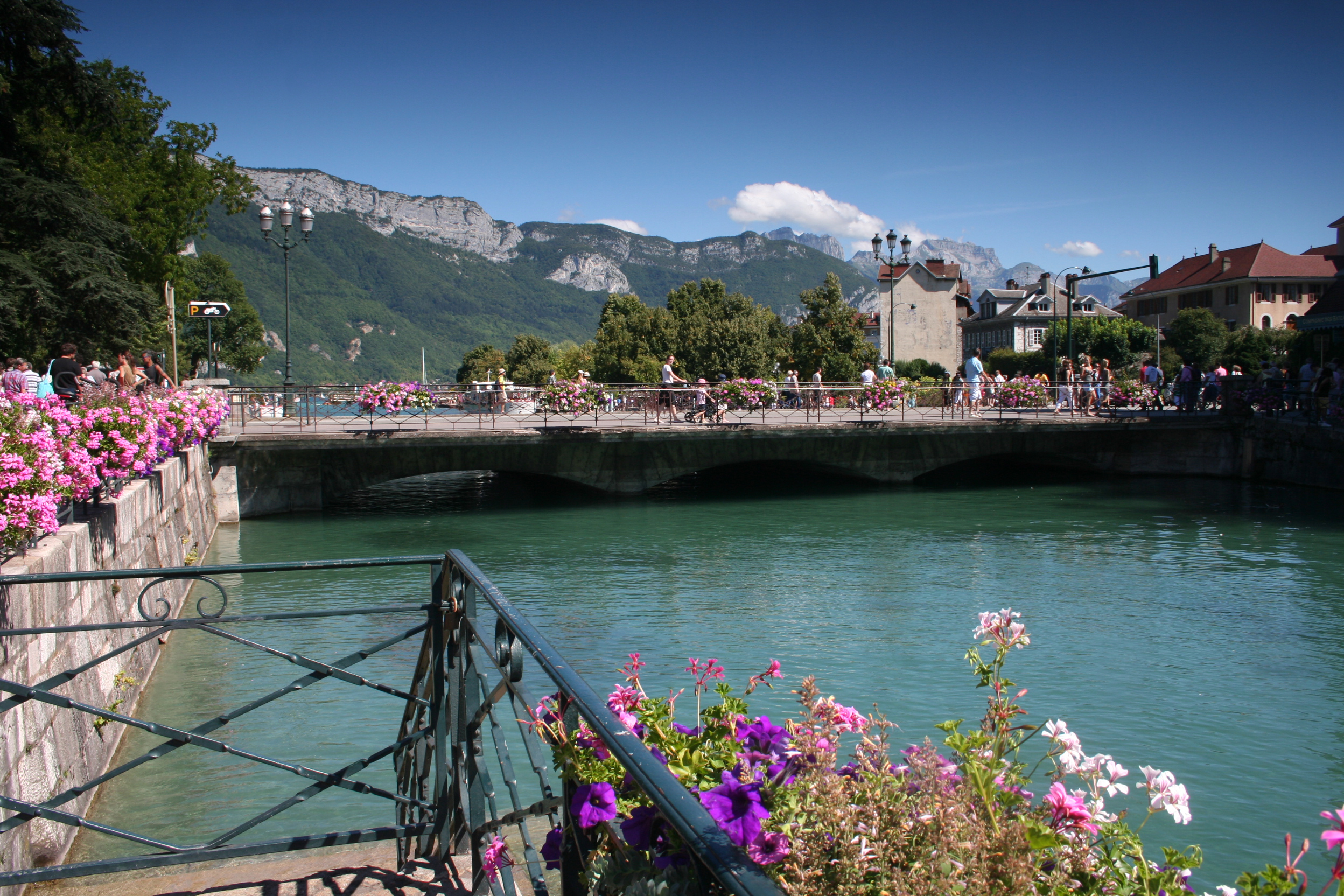
Pont sur le Thiou.
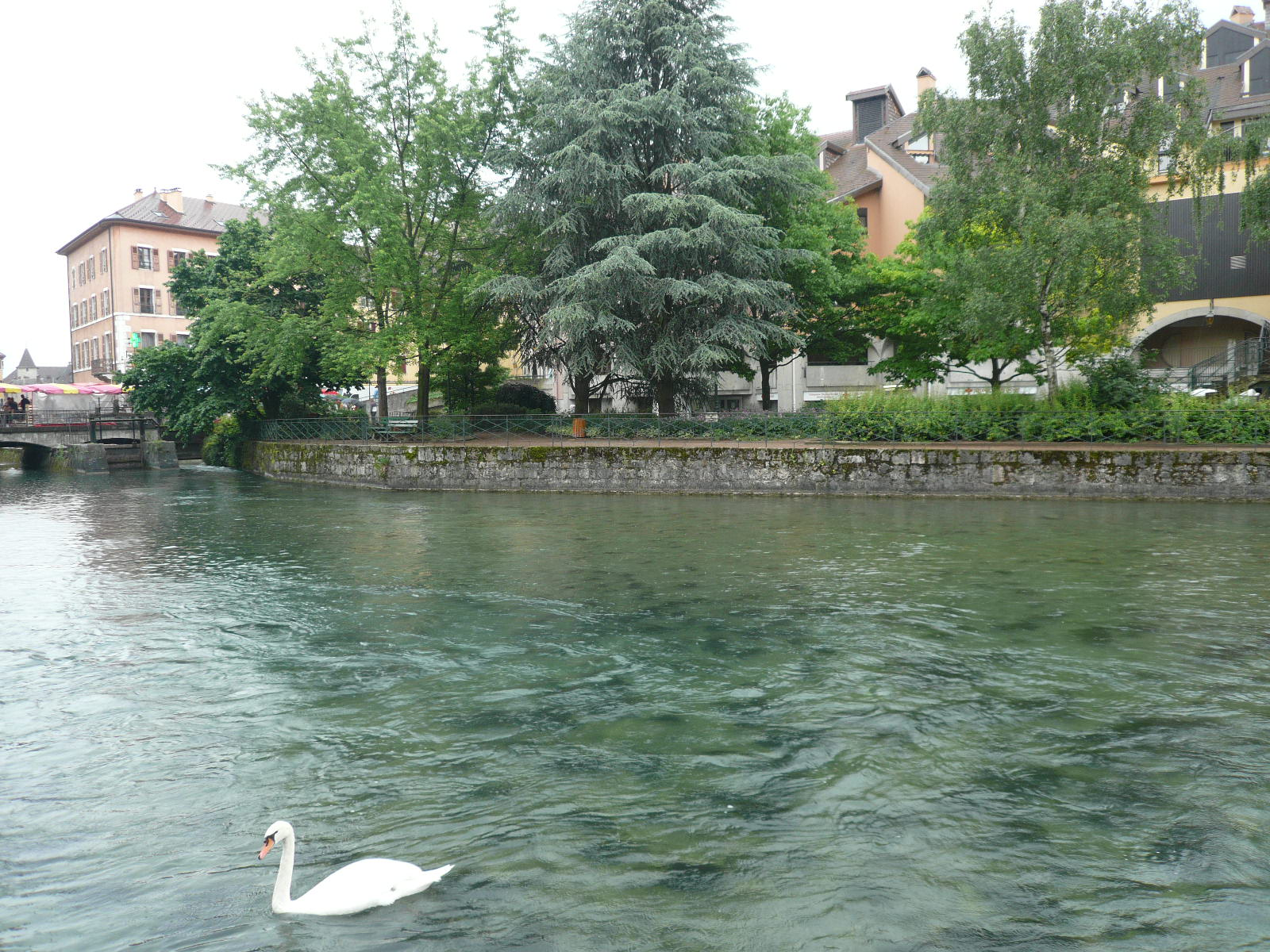
Canal en vieille ville.
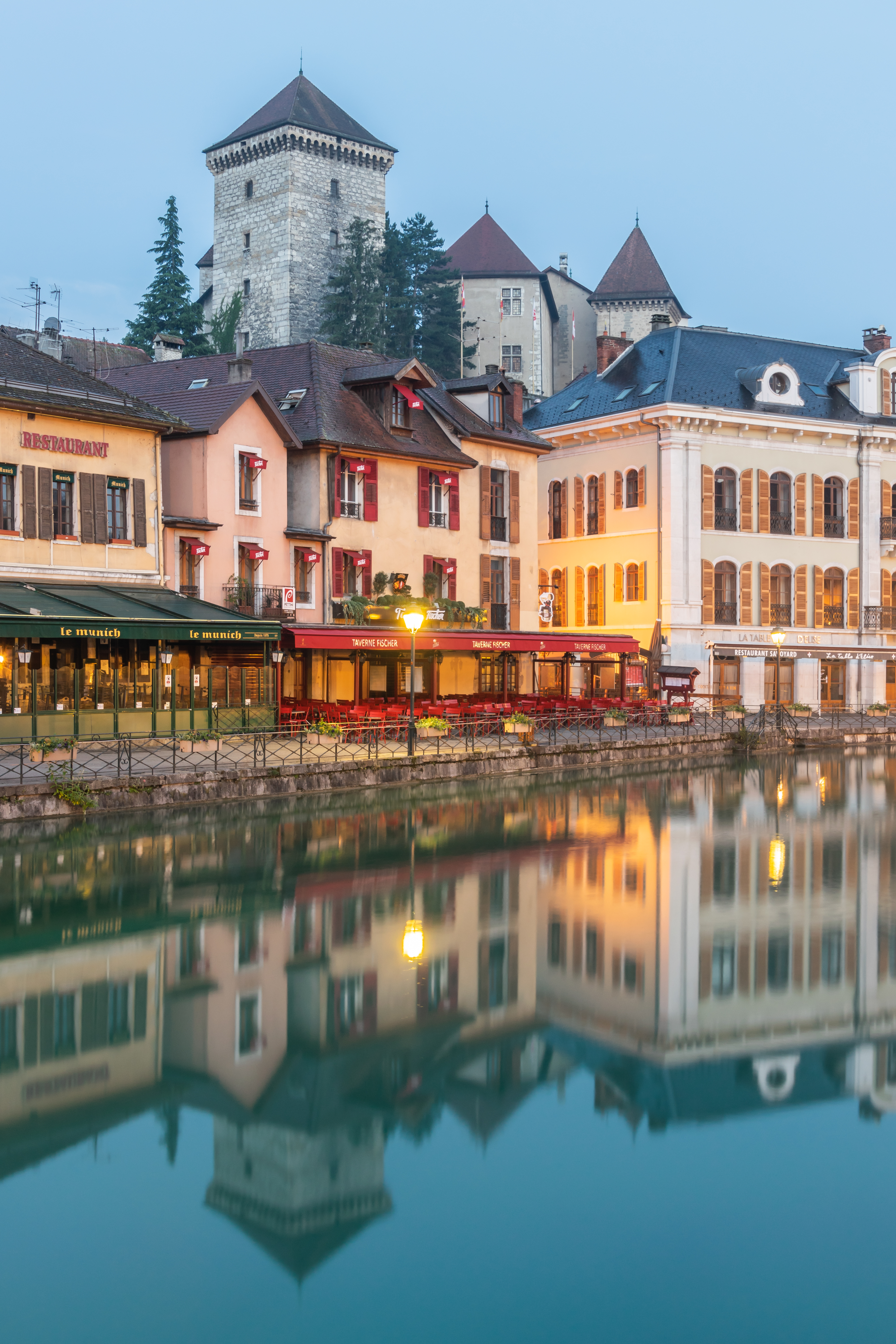
Le quai Perrière et le château d'Annecy.
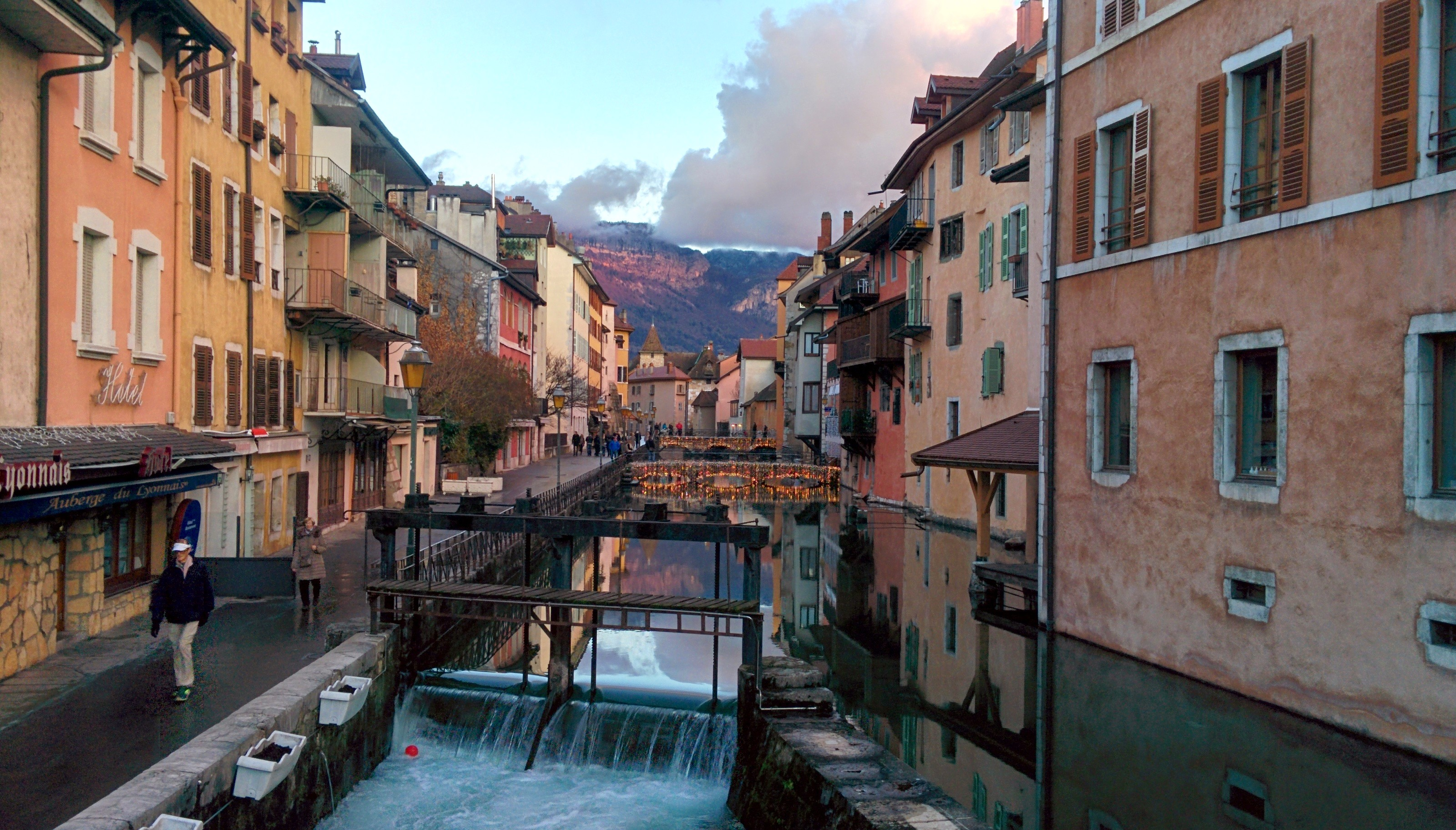
Le Thiou en hiver.

## Étymologie et histoire
Le toponyme Thiou semble mystérieux et certains voient en lui une origine germanique, en effet Thiou est un nom propre d'homme qui correspond au nom latin Theodulphus. Cependant, l'émissaire du lac était déjà utilisé par les bateliers gallo-romains. Ainsi est-il fort probable que ce nom est issu du terme bas latin tiola (lui-même dérivé du latin classique tegula, « tuile »), puisque, à l'orée de la forêt de Chevesne, en bordure du Thiou, le lieu-dit Thiolière (futur pâquier médiéval) indique l'endroit où l'on extrayait l'argile et où l'on fabriquait les tuiles des maisons du vicus de Boutae, lequel s'est développé dans la plaine des Fins dès le Ier siècle apr. J.-C..
En dépit de sa petite taille, le Thiou joue un rôle historique majeur dans l'histoire ancienne et moderne de la ville d'Annecy : l'ancienne « Boutae » romaine se développe déjà autour des nombreux ateliers des artisans allobroges qui sont déjà installés le long du Thiou.
Au Moyen Âge :
- des moulins produisent de la farine et des battoirs broient les écorces de chêne pour en extraire le tanin qui est livré aux ateliers pour travailler le cuir ;
- des dizaines d'ateliers artisanaux sont équipés de roues à aubes qui fournissent la force motrice à leurs nombreux forgerons, fabricants d'épées, de couteaux et de limes.

Dès la Révolution française de 1789, il attire de nombreuses industries qui contribuent au développement de la ville :
- une très importante manufacture de coton installée en 1804 et qui emploie jusqu'à deux mille personnes en 1860 avant de fermer en 1864, mais remplacée par une manufacture de tissus ;
- la célèbre papeterie Aussedat depuis 1806 à Cran-Gevrier, définitivement fermée en 2006 ;
- les Forges de Cran (à Cran-Gevrier) juste avant l'arrivée dans le Fier ;
- les moulins des Cordeliers ;
- les scieries ;
- les ateliers de l'île Saint-Joseph ;
- les fabriques de peignes, de meubles, de chapeaux, la fabrique d'ouate de Vovray ;
- les tanneries et corroieries ;
- les imprimeries.

Toutes ces entreprises trouvent dans le Thiou, depuis plus de deux mille ans, une eau de bonne qualité, peu calcaire, un débit régulier avec un courant assez fort pour faire tourner quantité de roues à aubes qui fournissent une énergie bon marché pendant longtemps. Une grande partie de l'activité économique de la ville est organisée autour de cette petite rivière depuis la renaissance d'Annecy au XIe siècle.
Par ailleurs, jusqu'au milieu du XIXe siècle, il n'existe pas de quai et les maisons sont construites au ras de l'eau. De nos jours, on peut encore en voir certaines avec leurs portes qui s'ouvrent directement sur l'eau, leur petit quai privé et les anneaux qui servaient à amarrer les barques.

### Les vannes duThiou

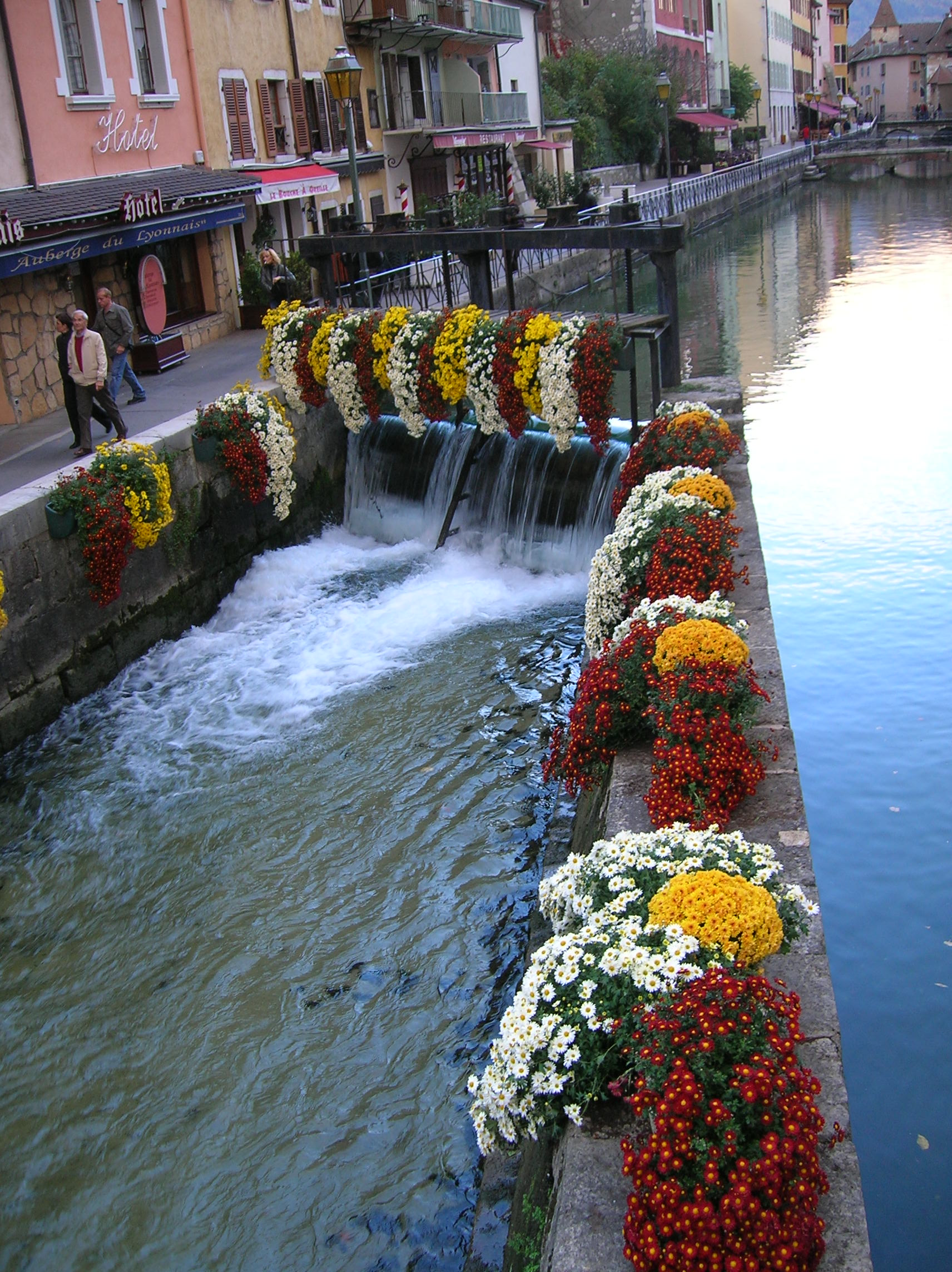
Les vannes du Thiou, près de l'« Auberge du Lyonnais ».

À partir de 1874, le fameux système de régulation du cours, communément appelé « les vannes du Thiou », est construit. Elles sont un joyau technique et architectural conçu par l'ingénieur des Ponts et Chaussées Sadi Carnot, petit-fils de Lazare Carnot, qui devient président de la République française avant d'être assassiné le 25 juin 1894 à Lyon par un anarchiste italien.
Trois d'entre elles sont réellement importantes et assurent l'essentiel de la régulation : celle du pont Perrière, celle du pont Albert-Lebrun et celle dite de Saint-Dominique près du quai de Vicenza. D'autres vannes existent dans la vieille ville, mais leur rôle est plutôt esthétique, comme celle très photographiée à côté du restaurant de l'« Auberge du Lyonnais ».
Gérées depuis 1876 par la ville d'Annecy pour le compte de l'État, ces vannes ont permis de remonter le niveau du lac (2 759 hectares) de 20 cm afin d'assurer aux usines un débit constant toute l'année ; à eux seuls ces 20 cm permettent d'assurer seize jours de débit à l'étiage (4 m3/s). En cas de danger de crue, elles permettent de sortir un débit de 45 m3 maximum par seconde. Elles sont aussi utilisées lors des chasses du Rhône pour remonter le niveau du lac de 10 cm avant de relâcher cette masse d'eau propre vers le Fier.
La cote du lac est mesurée sous le pont de la Halle près de la mairie. Normalement, elle se situe entre 70 et 75 cm, mais elle varie en fonction de l'importance des précipitations et lors de la fonte des neiges. De fait, elle peut varier entre 59 et 110 cm, sans inquiéter le service de gestion des vannes. Depuis 1998, une sonde électronique permet une alerte si le niveau varie d'au moins 6 cm en une heure.
En janvier 2018, le niveau culmine à 112 cm. Il était encore à 90 cm mi-juin, avant qu'une longue période sèche ne le fasse chuter à 13 cm, son niveau le plus bas après les 11 cm de 1947.

## Divers

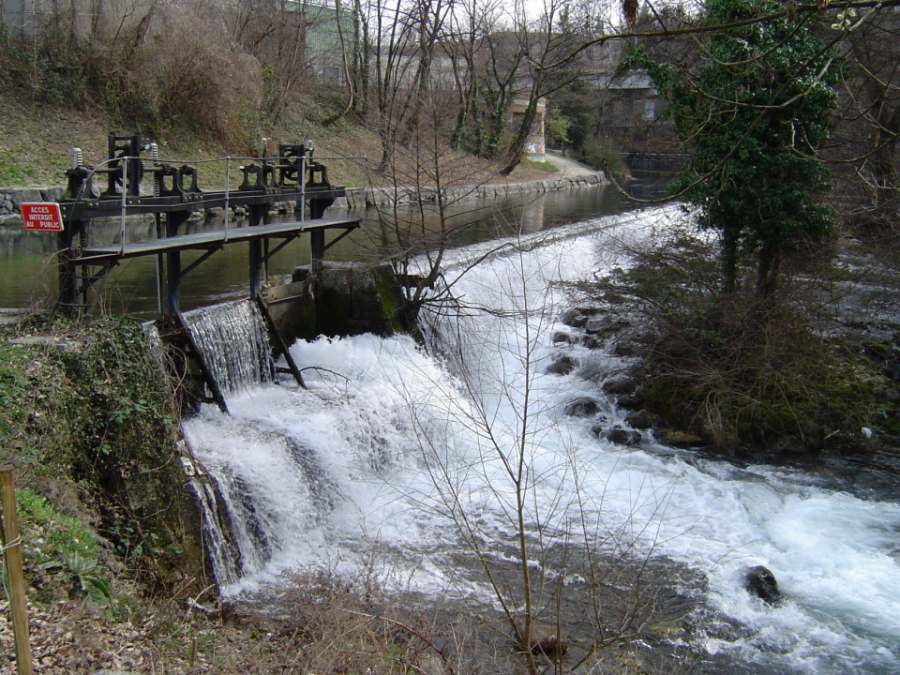
Le Thiou à Cran-Gevrier.

Le Thiou, exutoire du lac d'Annecy et affluent du Fier :
- longueur : 3,5 km[1]
- largeur du lit : 6 à 20 m
- bassin versant : 3 011 km2
- débit moyen : 8,5 m3/s
- débit d'étiage : 0,6 m3/s
- crue décennale : 45 m3/s

Le Thiou a lui-même un affluent appelé l'Isernon qui se jette dans le Thiou à environ un kilomètre en aval du lac d'Annecy, après avoir traversé la zone industrielle de Vovray, ce qui en fait une rivière polluée (acide nitrique, hydrocarbures, nitrates, métaux lourds). Cet affluent est connu du Sandre sous le nom de ruisseau des « Trois Fontaines » et fait 7,7 kilomètres de long.